# 气候挑战
气候挑战（Climate challenge）是一款主题为控制全球变暖的免费在线flash游戏。由红色救赎（Red Redemption）团队联合牛津大学环境变化研究所进行开发，由英国广播公司（BBC）推出。玩家在游戏中担任虚拟的欧洲地区（European Nations）的总统，通过采用各种政策，来维系经济发展、资源使用、减少二氧化碳排放和提高民众支持率之间的平衡。设计者希望通过游戏使得玩家理解科学技术和政府政策对全球变暖的影响。

## 游戏

### 政策卡片
游戏中的时间从1990年开始，到2100年结束。但实际上最后一次实施政策的机会是2090年。每隔十年，玩家有一次机会可以选择最多六张政策卡片来发展经济，提高民生或者降低二氧化碳的排放。政策卡片来自五个不同的类别：国家，贸易，产业，地方和家庭。
- 国家政策：是指实施的规模涉及整个国家的，比如主办奥运会，发射航天飞机，植树造林，提高退休年龄、建立核电站，设立二氧化碳警察等。
- 贸易政策：指进出口各种资源和技术，以及对发展中国家的援助。
- 产业政策：包括各种工业政策与农业生产方式的改变，比如发展有机农业、鼓励使用天然气代替煤等。
- 地方政策：比如雨水的收集使用，垃圾掩埋場发电等。
- 家庭政策：处理民生问题，比如设立水表制度，发展混合动力车辆，促进节能电灯等。

画面右侧的指针代表每一政策所对应的民众支持率，每回合结束后的报纸会报道玩家的政府的总支持率变化。如果在该回合中实施了较多民众反对的政策，会导致政府总支持率下降，甚至导致玩家的下台。整个游戏结束后会给出减少排放政策、财富和民众支持三个指标和评价来衡量玩家的贡献。

### 资源
游戏中设定了四种资源：金钱、电力、食物和饮用水。游戏画面的左上角的灰色条显示着四种资源的量。点击其中任何一种，会打开该资源的量随时间推移而变化的关系图。在每一回合中，灰色条中的红色部分表明按照当前政策，该资源将要减少的数量。而绿色部分则意味着该资源的上升。而具体的减少和上升的量由玩家选择的政策卡片来决定。比如实施垃圾掩埋厂制造生物气体这一政策会消耗少量金钱，同时较多的增加电力资源和部分降低二氧化碳的排放。当某一能源量很低甚至耗尽时，会导致某些政策卡不可用，甚至导致对应的灾害如饥荒等的发生。

### 二氧化碳排放量
代表二氧化碳的排放量的灰色条位于资源灰色条的下方。与资源相反，红色部分表示预计CO2排放增多，而绿色部分表示排放量的减少。随着二氧化碳排放量的变化，画面上的烟尘团的数目和画面颜色也随之变化。过多的二氧化碳排放也会导致诸如空气质量恶化等灾难的发生。二氧化碳的排放量除了受到政策卡的影响以外，还取决于各地域领导人之间谈判的结果。在1990，2020，2060年三个回合结束后，会有各地域领导人谈判画面出现，各领导人面前的指针表示他们对全球减少排放的总目标的态度，玩家可以了解其他领导人所需要的援助，通过给予援助来促使全球共同参与减少排放的工作。

## 批评
很多玩家发现，游戏结束后的财富指标总是处于很低的水平，从而抱怨游戏采用的衡量财富和经济健康的模型是错误的或者不很现实的。按照开发团队的回应，设计游戏时本打算用另一种不同的模型来计算经济和财富指数，但是英国广播公司要求的截止期限过紧，使得无法应用更为精确的模型。